# Dimorphanthera cornuta
Dimorphanthera cornuta är en ljungväxtart som beskrevs av J. J. Smith. Dimorphanthera cornuta ingår i släktet Dimorphanthera och familjen ljungväxter. Utöver nominatformen finns också underarten D. c. tenuiflora.